# Kvistspindelskinn
Kvistspindelskinn (Athelia bombacina) är en svampart som först beskrevs av Heinrich Friedrich Link, och fick sitt nu gällande namn av Christiaan Hendrik Persoon 1822. Kvistspindelskinn ingår i släktet Athelia och familjen Atheliaceae.  Arten är reproducerande i Sverige. Inga underarter finns listade i Catalogue of Life.

## Bildgalleri

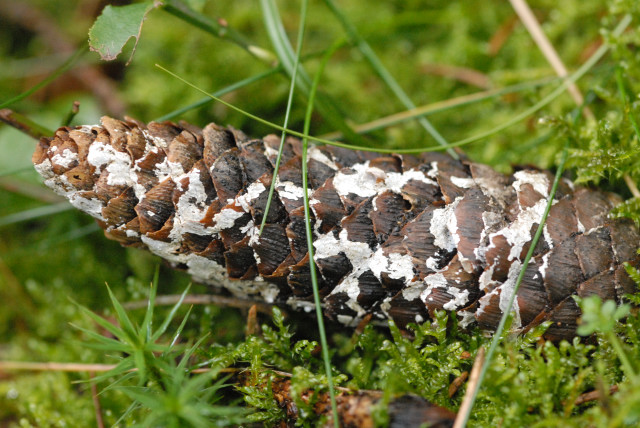
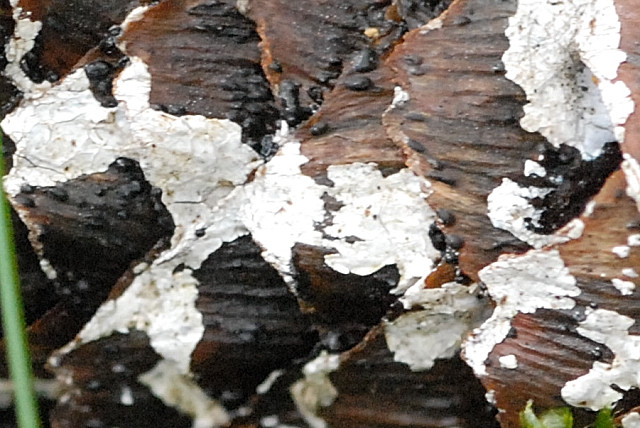